# Coulanges-lès-Nevers
Coulanges-lès-Nevers település Franciaországban, Nièvre megyében. Lakosainak száma 3678 fő (2022. január 1.). Coulanges-lès-Nevers Urzy, Saint-Éloi, Montigny-aux-Amognes, Nevers, Saint-Martin-d’Heuille és Varennes-Vauzelles községekkel határos.

## Népesség
A település népességének változása:
| Lakosok száma | 3585 | 3601 | 3785 | 3629 | 3638 | 3724 | 3708 | 3693 | 3678 |
|               | 2013 | 2015 | 2016 | 2017 | 2018 | 2019 | 2020 | 2021 | 2022 |